# Tv-producer
En tv-producer er en person, der har ansvaret for den tekniske redaktion af et tv-program.
Tv-produceren har ansvaret for, at udsendelsen bliver, som redaktøren synes, eller hvordan produceren selv vil have, at kameraene skal filme.
Når alt er planlagt, vil produceren så sidde i et kontrolrum eller i en ob-vogn og styre forløbet.

## Forberedelse
Produceren sidder i en redaktion med en redaktør, en eller flere tilrettelæggere (journalister), programmets eventuelle vært og redaktionschefen. Når produceren får at vide, at han skal afvikle et program, skal han sammensætte et hold bestående af producerassistent (i visse tilfælde er der ingen producerassistent), en grafiker, makeupartist, ccu (camera control unit), båndmand eller på Danmarks Radio, serveren. Bagefter holder tv-produceren møde med journalisten, og de diskuterer planen for deres udsendelse. Produceren laver sit udkast til et produktionsmanus, hvor alt det tekniske står på, laver "kamera gange" hvordan kameraerne skal filme og hvordan de skal bevæge sig. Han kontakter den grafiske tegnestue for behovet til grafik samt redigeringsteknikeren om indslaget og dets længde, så alt det tekniske står klar til optagelsen.

## Optagelse
Produceren sætter sig ind i ob-vognen, hvor han sidder ved siden af sin hjælper, billede-mixeren. Producerens opgave er at have overblikket over kamerafolkenes kameragang. Foran sig har han monitorer, hvorpå han har det næste planlagte billede og det, han udsender nu, kamererne osv. Han kan også tale(cues) med alle, om de så er i studiet, eller i den anden ende af kontrolrummet, det foregår via et samtaleanlæg. Herfra cuer produceren og producerassistenten værten, kamerafolkene i studiet. ovs. faktisk taler (cue) han også med direkte reportere, om det så er i en anden ende af landet. Sådan her kan det fx høres i en ob-vogn/kontrolrum:
| Citat | producerassistent til vært: 30 sek. producerassistent: server 1 stand by produceren til vært: husk at det er et alvorligt indslag, du skal være alvorlig. producerassistent til vært: 10 sek. producer: server 1 kør! producerassistent: kamera 1 standby. producer: kamera 1 kør! klar til at zomme til halvnær... zoom producerassistent: server 1 standby producer til lydmand: lyd! værten speaker indslag. lydmand: forstået producer: server 1 kør. producerassistent: kamera 1 standby. producerassistent til vært: 10 sek. til du slutter af. producer: kamera 1 kør! | Citat |
|       | |       |